# 클로다인 런짓
클로다인 런짓(영어: Claudine Longet, 1942년 1월 29일 ~ )은 프랑스 태생의 미국의 가수, 작사가, 배우이다. 

## 생애
1961년 19세 때 미국 가수 앤디 윌리엄스(Andy Williams)와 결혼하여 미국 시민권을 취득한 그녀는 1963년 미국에서 가수 데뷔에 이어 이듬해 1964년 미국 영화 《McHale's navy》의 단역을 통하여 영화배우 데뷔하였으며 1965년에는 뮤지컬배우로도 데뷔하였다. 이후 1975년에는 앤디 윌리엄스와 이혼하였다.

## 유명세
그녀는 일반적으로 대한민국에서는 《Wanderlove》라는 노래 작품이 히트한 가수로 널리 잘 알려져 있다.